# パナマ・リミテッド
パナマ・リミテッド (Panama Limited) はイリノイ・セントラル鉄道が運行した夜行旅客列車。

## 概要
パナマ・リミテッド (Panama Limited) はイリノイ・セントラル鉄道 (Illinois Central Railroad) が、イリノイ州シカゴ (Chicago, Illinois) とルイジアナ州ニューオーリンズ (New Orleans, Louisiana) を結んで運行した夜行旅客列車。1911年に運行を開始し、列車番号は3, 4（後に5,6列車に変更）が与えられた。同区間には昼行のシティ・オブ・ニューオーリンズ (City of New Orleans) も運行されていた。

## 歴史

### 年表
- 1908年       シカゴ・ニューオーリンズ・リミテッド (Chicago and New Orleans Limited) 運行開始
- 1911年 パナマ・リミテッド (Panama Limited) に改称
- 1912年 　 全鋼製車両に置き換え。全区間を寝台車で編成された "all-Pullman" となる
- 1932年～1935年 世界恐慌により旅行者が激減し運行中断
- 1942年5月 流線形車両に置き換え
- 1971年4月 全米鉄道旅客輸送公社・アムトラック (National Railroad Passenger Corporation) の発足により運行終了
- 同年11月      運行再開
- 1981年2月 シティ・オブ・ニューオーリンズ (City of New Orleans)に改称

### 1946年12月27日の編成（シカゴ発ニューオーリンズ行き・ニューオーリンズ到着時）
| 使用車両             | 車両愛称・形式      | 車種                                                                                            |
| -------------------- | ------------------- | ----------------------------------------------------------------------------------------------- |
| IC4003               | E6Aディーゼル機関車 | ディーゼル機関車                                                                                |
| IC4014               | E7Aディーゼル機関車 | ディーゼル機関車                                                                                |
| IC1801               |                     | バゲージ（荷物車）                                                                              |
| IC1902               | LAKE PONTCHARTRAIN  | バゲージ・ドミトリー（荷物・乗務員車）                                                          |
| GREENWICH            |                     | 寝台車（12セクション・1ドローイングルーム）                                                     |
| BLUE GRASS STATE     |                     | 寝台車（6セクション・6ルーメット・4ダブルベッドルーム）                                         |
| KING COAL            |                     | 寝台車（6セクション・6ルーメット・4ダブルベッドルーム）                                         |
| BANANA ROAD          |                     | 寝台車（6セクション・6ルーメット・4ダブルベッドルーム）                                         |
| CITY OF JACKSON      |                     | 寝台車（18ルーメット）                                                                          |
| GENERAL BEAUREGARD   |                     | 寝台（3ダブルベッドルーム・1コンパートメント・1ドローイングルーム）・ビッフェ・ラウンジ車       |
| IC4101               | EVANGELINE          | 食堂車                                                                                          |
| CEICAGOLAND          |                     | 寝台車（4ダブルベッドルーム・4コンパートメント・2ドローイングルーム）                           |
| LAND O` STRAWBERRIES |                     | 寝台車（6セクション・6ルーメット・4ダブルベッドルーム）                                         |
| SUGARLAND            |                     | 寝台車（6セクション・6ルーメット・4ダブルベッドルーム）                                         |
| MEMPHIS              |                     | 寝台（2ダブルベッドルーム・2コンパートメント・1ドローイングルーム）・ラウンジ・オブザベーション |